# João Cabral
João Cabral, né en 1599 à Celorico da Beira au Portugal et décédé le 4 juillet 1669 à Goa (Inde), est un prêtre jésuite portugais, missionnaire en Extrême-Orient et explorateur au Tibet.

## Biographie
Entré au noviciat des Jésuites en 1615, à Coimbra (Portugal) il y étudie également le latin et les humanités (1617) puis à Braga (1619-1621) et la philosophie à Coimbra (1621-1623).
En 1624 Cabral est assigné à la province jésuite de Malabar (Inde) et deux ans plus tard (1636) à la mission de Chine. C’est l’époque où le père Antonio de Andrade revenu du Tibet occidental était très optimiste quant à la possibilité d’ouvrir une mission au Tibet central. Cabral et son confrère Estevao Cacella sont envoyés au collège jésuite de Hooghly, au Bengale, qui sera le point de départ de leur première mission d’exploration vers l’Asie centrale. 
Les deux jésuites se mettent en route à la fin de l’année 1627. Remontant le cours du fleuve ils passent par le Cooch Behar et entrent au Bhoutan, un royaume himalayen, où ils sont très chaleureusement reçus. Le Grand-lama tente même de les y retenir. Ils ne peuvent continuer leur voyage vers le Tibet qu’après promesse de revenir au Bhoutan. 
Au début de l’année 1628 ils arrivent à Shigatsé, alors capitale du Tibet central où ils sont favorablement accueillis à la cour du roi Karma Tenkyong Wangpo. Impressionnés par ce qu’ils découvrent – culture tibétaine, système politico-religieux et ouverture religieuse – les deux voyageurs s’empressent de rentrer en Inde pour y faire un rapport favorable à la fondation d’une mission chrétienne au Tibet.
Cabral se trouve au collège Saint-Paul de Hooghly (Bengale) lorsque, en 1632 le comptoir portugais est assiégé par les troupes de l'empereur moghol, Shah Jahan. La défaite portugaise signale de déclin d’un prospère poste portugais qui grâce au commerce avec Satgaon la capitale du Bengale, rivalisait ave Goa. Durant deux ans, 1633-1634, Cabral enseigne la morale au collège de Cochin (Kerala) et est assistant du provincial jésuite. 
En novembre 1639 il repart en Extrême-Orient où il est recteur de l’école de Malacca puis, en novembre 1645, recteur du collège Saint-Paul de Macao, puis vice-provincial de la mission jésuite du Japon. Visiteur canonique de la mission du Tonkin en 1647, il est de nouveau provincial du Japon (1649 à 1653) avec résidence à Macao.
Cabral revient finalement en Inde, à Goa, en 1654 ou il est responsable de la formation des jeunes Jésuites (collège Saint-Paul). Après cinq ans de travail pastoral dans le district de Salsete (1662-1667) il est transféré à la maison professe de Goa où il meurt le 4 juillet 1669. Il a 70 ans.